# Parahieroglyphus colemani
Parahieroglyphus colemani är en insektsart som först beskrevs av Bolívar, I. 1912.  Parahieroglyphus colemani ingår i släktet Parahieroglyphus och familjen gräshoppor. Inga underarter finns listade i Catalogue of Life.